# Doppia (moneta)
La doppia era una moneta d’oro inizialmente dal valore di 2 scudi d'oro coniata in Italia dalla metà del XVI secolo all'inizio del XIX secolo.

## Storia
Nel XVI secolo la grande quantità di oro arrivata in Spagna in seguito alla scoperta delle Americhe spinse l'imperatore Carlo V d'Asburgo ad attuare una consistente riforma della monetazione spagnola introducendo nel 1537 come unità monetaria lo scudo d'oro e un suo multiplo, la dobla, dal valore di due scudi. La riforma raggiunse anche il Ducato di Milano e il Regno di Napoli, dove intorno al 1548 Carlo V fece coniare le prime doppie italiane, monete d'oro dal valore di due scudi; della doppia furono poi coniati i suoi multipli da quattro (quadrupla), dieci, venticinque e cinquanta. 
La doppia da quattro scudi d'oro ebbe un'ampia diffusione nel Ducato di Milano durante il governo di Filippo II di Spagna e a causa della svalutazione delle monete d'argento passò ad avere un valore di 11 lire e 16 soldi nel 1579 a uno di 24 lire nel 1683, la doppia a Milano continuò ad essere coniata ininterrottamente anche in epoca asburgica fino al 1784
Nel Regno di Sardegna una volta terminata l'età napoleonica Vittorio Emanuele I di Savoia nel maggio del 1814 decise di ripristinare il sistema monetario settecentesco facendo coniare la doppia da 4 scudi piemontesi.
L'ultima doppia fu coniata nello Stato pontificio da papa Gregorio XVI nel 1834 e valeva 3 scudi pontifici.